# Ina Heinemann
Ina Heinemann (* 16. September 1976 in Arnstadt), verheiratete Ina Vollmering, ist eine ehemalige deutsche Bahnradsportlerin.

## Sportliche Laufbahn
Zweimal wurde Ina Heinemann, die für den RSC Cottbus startete, Junioren-Weltmeisterin im Sprint: 1993 in Perth und 1994 in Quito. Schon 1992 war sie bei der Junioren-WM in Athen Vierte im Sprint geworden. Bei den Weltmeisterschaften 1994 in Quito stellte sie zudem mit 11,291 Sekunden einen neuen Juniorinnen-Weltrekord über 200 Meter nach fliegendem Start auf, ein Rekord, der bis 2006 Bestand hatte.

## Privates
Im Oktober 1995 verunglückte der Kleinbus, in dem Heinemann mit ihrem damaligen Trainer Detlef Uibel unterwegs war. Beide wurden schwer verletzt. Ina Heinemann erlitt eine Querschnittlähmung und sitzt seitdem im Rollstuhl.
Sie ist verheiratet und ist Mutter einer Tochter.